# Продавци (филм)
Продавци (енгл. Clerks), америчка је црно-бела филмска комедија из 1994. године, у режији Кевина Смита, а по његовом сценарију.
Двојица продаваца, Данте и Рендал, муче муштерије, разговарају о филмовима, ленчаре и играју хокеј на крову продавнице све време.

## Радња
Данте Хикс, службеник у супермаркету, приморан је да ради додатни дан уместо боловања. Нешто касније, купац улази у супермаркет и почиње да убеђује друге купце који желе да купе цигарете да је пушење изузетно штетно, а продавци цигарета профитирају од здравља других људи, убеђујући их да уместо њих купе жваке. Усред свађе, Вероника, Дантеова девојка, улази и брзо схвата да је муштерија рекламни агент компаније за жвакање и избацује га из продавнице. Након овога, одвија се разговор између Дантеа и Веронике, током којег се испоставља да је Вероника имала орални секс са 36 различитих мушкараца поред њега, што је разбеснело Дантеа. Убрзо након тога долази Дантеов друг Рендал Грејвс, који ради у оближњој видеотеци. Он открива да се Дантеова бивша девојка Кетлин Бри удаје за азијског дизајнера; ово додатно узнемирава Дантеа.
После тога, Данте, Рендал и још неколико другара иду да играју хокеј на крову супермаркета након што се продавница затвори. 12 минута након почетка утакмице лопта одлеће са крова. Одмах након тога, Данте случајно сазнаје да му је једна од бивших девојака умрла, и Рендал га наговара да оде на церемонију сећања. Одатле су скоро одмах избачени са скандалом, након што Рендал случајно сруши ковчег са телом. Данте и Рендал се враћају у продавницу.
Рендал затим накратко одлази, а Данте остаје сам у продавници. Кондициони тренер улази и почиње да разговара о Дантеовој лошој кондицији са другом муштеријом. Убрзо се испоставља да су сви заједно учили, а тренер и муштерија настављају да разговарају о Кетлининим издајама, о којима Данте није знао ништа. После њих долази службеник који изриче казну Дантеу за продају цигарета четворогодишњој девојчици, иако је то у ствари урадио Рендал.
Када се Рендал враћа, објашњава Дантеу да своје муштерије схвата превише озбиљно. Да би показао како да се понаша, вређа неколико муштерија које бесно напуштају супермаркет. Након што Рендал оде, Кетлин улази и објашњава да је заправо дошло до грешке и да се она не удаје. Данте је позива да поново почне да излази, позива је на састанак и одлази кући да се пресвуче. Када се вратио, испоставило се да је у то време Кетлин у тоалету супермаркета имала секс са мртвим телом старца, мешајући га са Дантеом у мраку. Старац је нешто пре тога отишао у тоалет и умро док је мастурбирао, задржавши ерекцију. Кетлин је одведена у болницу у стању шока. Одмах након тога, Данте се посвађа са Вероником, којој је Рендел успео да исприча о Кетлин. Данте се бори са Рендалом. Онда се помире и причају о свом безвредном постојању. Након нагађања о могућим променама, они чисте продавницу и Рендал одлази кући, док Данте одлучује да сутра узме слободан дан и посети Кетлин у болници.